# Czuczer-Sandewo
Czuczer-Sandewo lub Čučer-Sandevo (maced. Чучер – Сандево) – wieś w północnej Macedonii Północnej, w pobliżu stolicy i największego miasta tego kraju – Skopje.
Osada wchodzi w skład gminy Czuczer-Sandewo i jest jej ośrodkiem administracyjnym.